# Stolnik
Stolnik est un office historique de la cour en Pologne et en Russie depuis le XIIIe siècle dont le titulaire est responsable du service de la table royale, puis un titre honorifique de cour et un office régional. Stolnik est donc un office historique.

## Histoire

### En Pologne et dans le grand-duché de Lituanie
Terme polonais, il est communément traduit par maître ou écuyer de bouche, ou encore panetier. Il s'agit dans les débuts de la couronne du royaume de Pologne, sous la dynastie Piast, d'un office de cour, puis d'un titre honorifique de cour de royaume de Pologne et de la république des Deux Nations. Responsable du service de la table du souverain, son suppléant est le podstoli, responsable du cellier.
Selon la hiérarchie des offices de 1768, la position de stolnik au sein de la couronne de Pologne est supérieure à celle de podczaszy (en) (échanson) et inférieure à celle de Sędzia ziemski (pl) (juge de district, iudex terrestris en latin). Dans le grand-duché de Lituanie, elle est supérieure à celle de podstoli - adjoint du stolnik - et inférieure à celle de wojski (en).
On trouve ainsi:
- Stolnik wielki koronny — Grand Panetier de la Couronne
- Stolnik wielki litewski — Grand Panetier de Lituanie
- Stolnik koronny — Panetier de la Couronne
- Stolnik litewski — Panetier de Lituanie
- Stolnik nadworny koronny — Panetier de la Cour de la Couronne

### En Russie
Les stolniks (en russe : стольник, [stolʲnʲɪk]) sont connus comme les serviteurs du palais des souverains russes depuis le XIIIe siècle. Il s'agit aux XVIe et XVIIe siècles de jeunes nobles qui apportent les plats à la table du tsar, veillent sur sa chambre et l'accompagnent dans ses voyages. Le rang le plus élevé est celui de stolnik de la chambre. 

Les Stolniks peuvent servir simultanément aux affaires étrangères ou dans l'armée. Ils sont classés au cinquième rang dans la hiérarchie de la bureaucratie russe, après les boyards, les okolnitchy, les nobles de la Douma et les diak (en) (greffiers) de la Douma. Ils peuvent également être rattachés aux administrations épiscopales ou encore à d'autres bureaux similaires de l'administration.

## Sources
- Piotr Kamiński: Tysiąc i jedna opera. T. 1. Kraków: Polskie Wydawnictwo Muzyczne (PWM), 2008, s. 977-981.  (ISBN 9788322409015).